# Snuff (band)
Snuff is een Engelse punkband opgericht in 1986 in Hendon, Londen. De bandnaam is tot stand gekomen na een lange discussie over de naam die eindigde met een van de leden die "en nu is het genoeg" uitriep (Engels: That's enough). Deze naam werd later afgekort tot snuff. De oorspronkelijke formatie bestond uit drummer en zanger Duncan Redmonds, gitarist en zanger Simon Wells en basgitarist Andy Crighton. Trombonist Dave Redmonds kwam bij de band spelen vóór de uitgave van de ep Flibbiddydibbiddydob.

## Geschiedenis
Voor de uitgave van de ep  Not Listening, de eerste uitgave van de band, tekende de band een contract bij het platenlabel Workers Playtime. De ep kreeg veel airplay op BBC Radio 1 door diskjockey John Peel en bereikte de negende plaats in de UK Independent Chart. Het debuutalbum is getiteld Snuff Said, hoewel het album oorspronkelijk een langere titel had. Dit album behaalde de derde plek in de UK Indie Chart. Na de uitgave van Snuff Said werd Flibbiddydibbiddydob uitgegeven, een ep die voornamelijk bestaat uit covers van onder andere openingsnummers van televisieseries. In 1991 ging Snuff uit elkaar. Tijdens deze periode ging Crighton als basgitarist bij Leatherface spelen. Ook gingen er voormalige leden van Snuff in Guns 'n' Wankers en Your Mum spelen.
Drie jaar later, in 1994, kwam de band weer bij elkaar. De formatie bestond ditmaal uit onder andere organisten en trombonisten, waarmee de muzikale stijl van de band een drastische verandering onderging. Wells had de band tegen deze tijd al verlaten en was vervangen door Loz Wong die voorheen ook al in Your Mum had gespeeld. Crighton werd vervangen door basgitarist Lee Erinmez en Duncans broer Dave Redmonds was al eerder als trombonist bij de band gaan spelen. Kort na de heroprichting van de band werd een single, een cover van het openingsnummer van de Britse sitcom Whatever Happened to the Likely Lads?, uitgegeven.
In 2005 liet Snuff een verzamelalbum in de vorm van een dubbelalbum uitgeven getiteld Six of One, Half a Dozen of the Other: 1986-2002. In 2008 werd een korte tour in Japan aangekondigd. In 2009 ging Snuff met de Amerikaanse punkband NOFX op tour als supportband in het Verenigd Koninkrijk. Later dat jaar speelde de band ook op de Reading en Leeds Festivals.
In 2011 organiseerde de band weer een korte tour door Japan en liet tijdens deze tour tevens de ep 5-4-3-2-1 Ding-a-Ling Yahon uitgeven, dat bestaat uit nieuwe nummers en covers van Japanse nummers. In de lente van 2012 ging de band op tour door het Verenigd Koninkrijk samen met nieuw lid Oliver Stewart, die trombonist Dave Redmonds had vervangen. In 2012 nam de band ook een studioalbum op getiteld 5-4-3-2-1 Perhaps? wat werd uitgegeven op 8 januari 2013 en het eerste studioalbum van de band was sinds Greasy Hair Makes Money uit 2004. In 2019 werd het studioalbum There's a Lot of It About uitgegeven via Fat Wreck Chords.

## Discografie
| Jaar | Titel                                                          | Type          |
| ---- | -------------------------------------------------------------- | ------------- |
| 1989 | Snuff Said                                                     | studioalbum   |
| 1990 | Flibbiddydibbiddydob                                           | ep            |
| 1992 | Reach                                                          | studioalbum   |
| 1995 | Kilburn National 27.11.90                                      | livealbum     |
| 1996 | Demmamussabebonk                                               | studioalbum   |
| 1997 | Caught in Session                                              | livealbum     |
| 1997 | Potatoes and Melons Wholesale Prices Straight from the Lock Up | studioalbum   |
| 1998 | Schminkie Minkie Pinkie                                        | ep            |
| 1998 | Tweet Tweet My Lovely                                          | studioalbum   |
| 2000 | Sweet Days                                                     | ep            |
| 2000 | Numb Nuts                                                      | studioalbum   |
| 2002 | Disposable Income                                              | studioalbum   |
| 2003 | Kilburn National / Caught In Session                           | livealbum     |
| 2004 | Greasy Hair Makes Money                                        | studioalbum   |
| 2005 | Six of One, Half a Dozen of the Other: 1986-2002               | verzamelalbum |
| 2011 | 5-4-3-2-1 Ding-a-Ling Yahon                                    | ep            |
| 2013 | 5-4-3-2-1-Perhaps?                                             | studioalbum   |
| 2016 | No Biting                                                      | ep            |
| 2019 | There's a Lot of It About                                      | studioalbum   |